# 63-й армійський корпус (Третій Рейх)
LXIII-й (63-й) армі́йський ко́рпус (нім. LXIII. Armeekorps) — армійський корпус Вермахту за часів Другої світової війни.

## Історія
LXIII-й армійський корпус був сформований 14 листопада 1944 на Західному фронті.

## Райони бойових дій
- Північно-західна Франція (листопад — грудень 1944);
- Західна Німеччина (грудень 1944 — травень 1945).

## Командування

### Командири
- генерал-лейтенант Ернст Дегнер (нім. Ernst Dehner) (14 — 17 листопада 1944);
- генерал від інфантерії Густав Гене (нім. Gustav Höhne) (17 — 18 листопада 1944);
- генерал-лейтенант Фрідріх-Август Шак (нім. Friedrich-August Schack) (24 листопада — 13 грудня 1944);
- генерал від інфантерії Еріх Абрагам (нім. Erich Abraham) (13 грудня 1944) — квітень 1945).

## Бойовий склад 63-го армійського корпусу
Формування управління, забезпечення та підтримки
- 463-тє артилерійське командування (Arko 463);
- LXIII-й корпусний батальйон зв'язку (Korps Nachrichten-Abteilung LXIII. AK);
- LXIII фортечний загін (Festungs Stamm Abteilung LXIII. AK).

- 159-та піхотна дивізія (159. Infanterie-Division);
- 189-та піхотна дивізія (189. Infanterie-Division);
- 338-ма піхотна дивізія (338. Infanterie-Division).

- 30-та гренадерська дивізія СС (2-га російська) (30. Waffen-Grenadier-Division der SS (russische Nr. 2);
- 159-та піхотна дивізія;
- 189-та піхотна дивізія;
- 198-ма піхотна дивізія (198. Infanterie-Division);
- 338-ма піхотна дивізія;
- 106-та танкова бригада СС «Фельдхеррнхалле» (Panzer-Brigade 106 “Feldherrnhalle”).

- 159-та піхотна дивізія;
- 269-та піхотна дивізія (269. Infanterie-Division);
- 338-ма піхотна дивізія.

- 159-та піхотна дивізія;
- 338-ма піхотна дивізія;
- 716-та піхотна дивізія (716. Infanterie-Division).

- 159-та піхотна дивізія;
- 338-ма піхотна дивізія;
- 716-та піхотна дивізія;
- 106-та танкова бригада СС «Фельдхеррнхалле».

- 406-та дивізія особливого призначення (Division z.b.V. 406);
- 176-та піхотна дивізія (176. Infanterie-Division).